# Saltos ornamentais no Campeonato Mundial de Esportes Aquáticos de 2022 - Trampolim 3 m sincronizado misto
A prova do trampolim 3 m sincronizado misto dos saltos ornamentais no Campeonato Mundial de Esportes Aquáticos de 2022 foi realizada no dia 29 de junho, em Budapeste, na Hungria. 

## Calendário
Horário local (UTC+2).
| Fase  | Data        | Hora  |
| ----- | ----------- | ----- |
| Final | 29 de junho | 19:00 |

## Medalhistas
| Ouro                          | Prata                                      | Bronze                                  |
| China · Zhu Zifeng · Lin Shan | Itália · Matteo Santoro · Chiara Pellacani | Reino Unido · James Heatly · Grace Reid |

## Resultados
A final foi realizado no dia 29 de junho às 19:00. 
| Pos.              | Nacionalidade  | Saltadores                         |        |
| Pos.              | Nacionalidade  | Saltadores                         | Pontos |
| ----------------- | -------------- | ---------------------------------- | ------ |
| Medalha de ouro   | China          | Zhu Zifeng Lin Shan                | 324.15 |
| Medalha de prata  | Itália         | Matteo Santoro Chiara Pellacani    | 293.55 |
| Medalha de bronze | Reino Unido    | James Heatly Grace Reid            | 287.61 |
| 4                 | México         | Kevin Muñoz Arantxa Chávez         | 282.42 |
| 5                 | Alemanha       | Lou Massenberg Tina Punzel         | 277.62 |
| 6                 | Coreia do Sul  | Yi Jaeg-yeong Kim Su-ji            | 275.82 |
| 7                 | Malásia        | Muhammad Puteh Ng Yan Yee          | 275.46 |
| 8                 | Estados Unidos | Quentin Henninger Kristen Hayden   | 271.86 |
| 9                 | Japão          | Haruki Suyama Haruka Enomoto       | 266.46 |
| 10                | Suíça          | Guillaume Dutoit Madeline Coquoz   | 254.31 |
| 11                | França         | Jules Bouyer Naïs Gillet           | 243.51 |
| 12                | Brasil         | Rafael Fogaça Anna Lúcia Rodrigues | 234.60 |
| 13                | Nova Zelândia  | Frazer Tavener Maggie Squire       | 223.86 |